# Loïc Chibois
Loïc Chibois, né le 4 mars 1991, est un gardien de but international français de rink hockey.

## Palmarès
Il participe à la Coupe des Nations en 2017. 